# Museu Stieglitz d'arts aplicades
El Museu Stieglitz d'arts aplicades (Stieglitz Museum of Decorative and Applied Arts) es troba entre els museus més significatius de Sant Petersburg, Rússia.
El projecte va tenir els seus inicis el 1878 quan el baró Alexander von Stieglitz (1814–84), un filantrop milionari, va donar fons per construir un museu en benefici dels estudiants de l’Escola Central de Disseny d’Enginyeria, que havia estat establert per ell anteriorment. El nou museu havia d’acollir la col·lecció privada de cristalleria, porcellana, tapissos, mobles i estufes de rajola de Stieglitz.
El primer director del museu, Maximilian Messmacher, va basar el seu disseny en un museu similar a Viena. Construït entre el 1885 i el 1896, l'edifici és un exemple del neorenaixement en el seu estil més contundent. La planta baixa amb finestres arquejades és molt rústica i la planta superior es va aixecar amb detalls ornamentals i estàtues. El vestíbul central està situat entre arcades italianitzades de dos pisos, mentre que els interiors d'altres salons s’estilen de manera que s'adapten als articles que s’hi exposen. Una sala amb el patró del palau Terem destaca particularment com "un opulent knockout", en paraules de Tom Masters of the Lonely Planet.
D’uns 30.000 objectes emmagatzemats al museu en el moment de la Revolució Russa de 1917, les autoritats comunistes van lliurar les peces més preuades al Museu de l'Hermitage. El museu Stieglitz va continuar sent una sucursal de l'Hermitage fins al 1926, quan va ser abolit, i es va restaurar tres anys després com a institució independent. Durant els anys soviètics, els luxosos interiors van caure en mal estat, amb un vestíbul utilitzat com a gimnàs, amb les parets pintades. No va ser fins a la caiguda de la Unió Soviètica que va començar una restauració lenta i minuciosa.

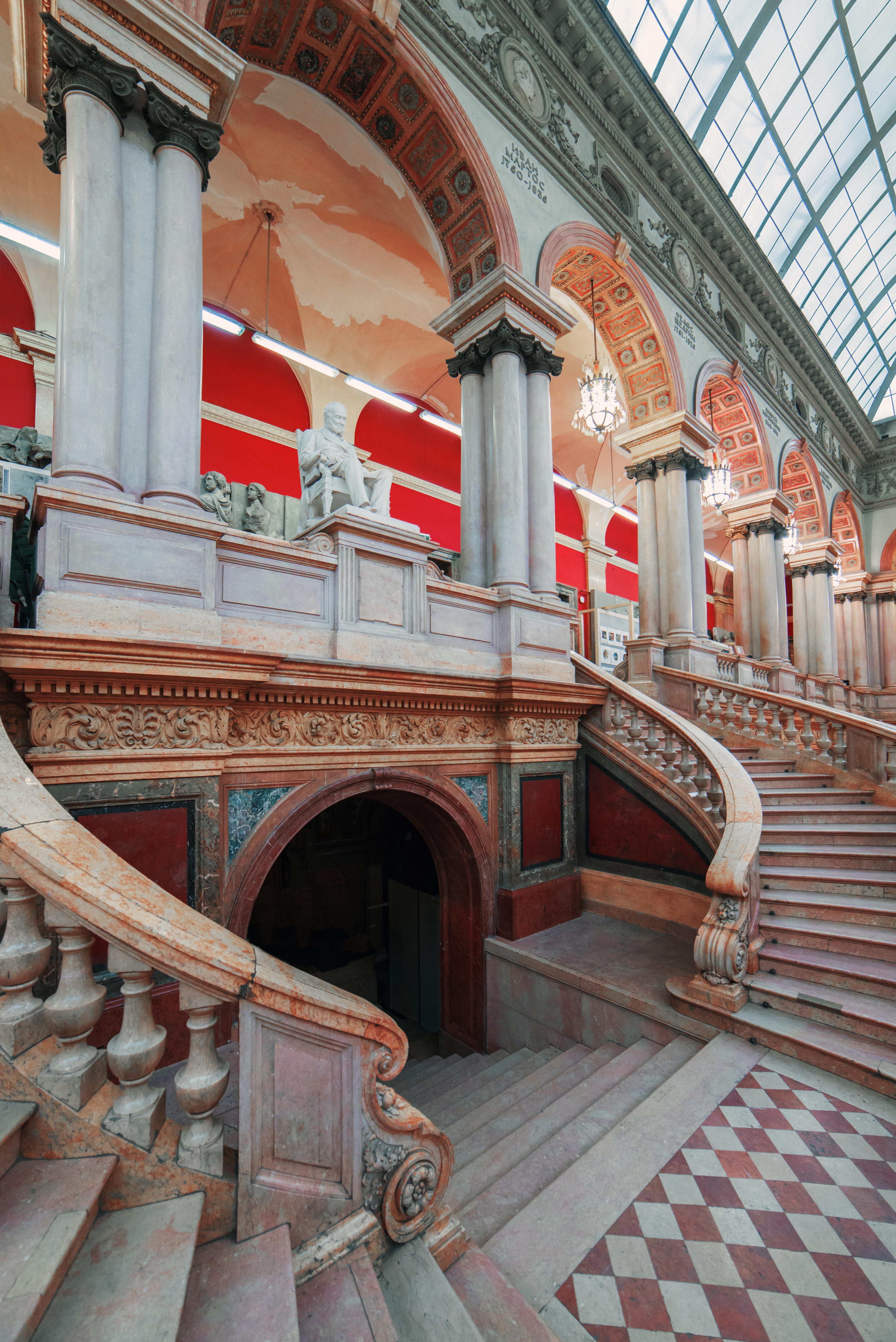
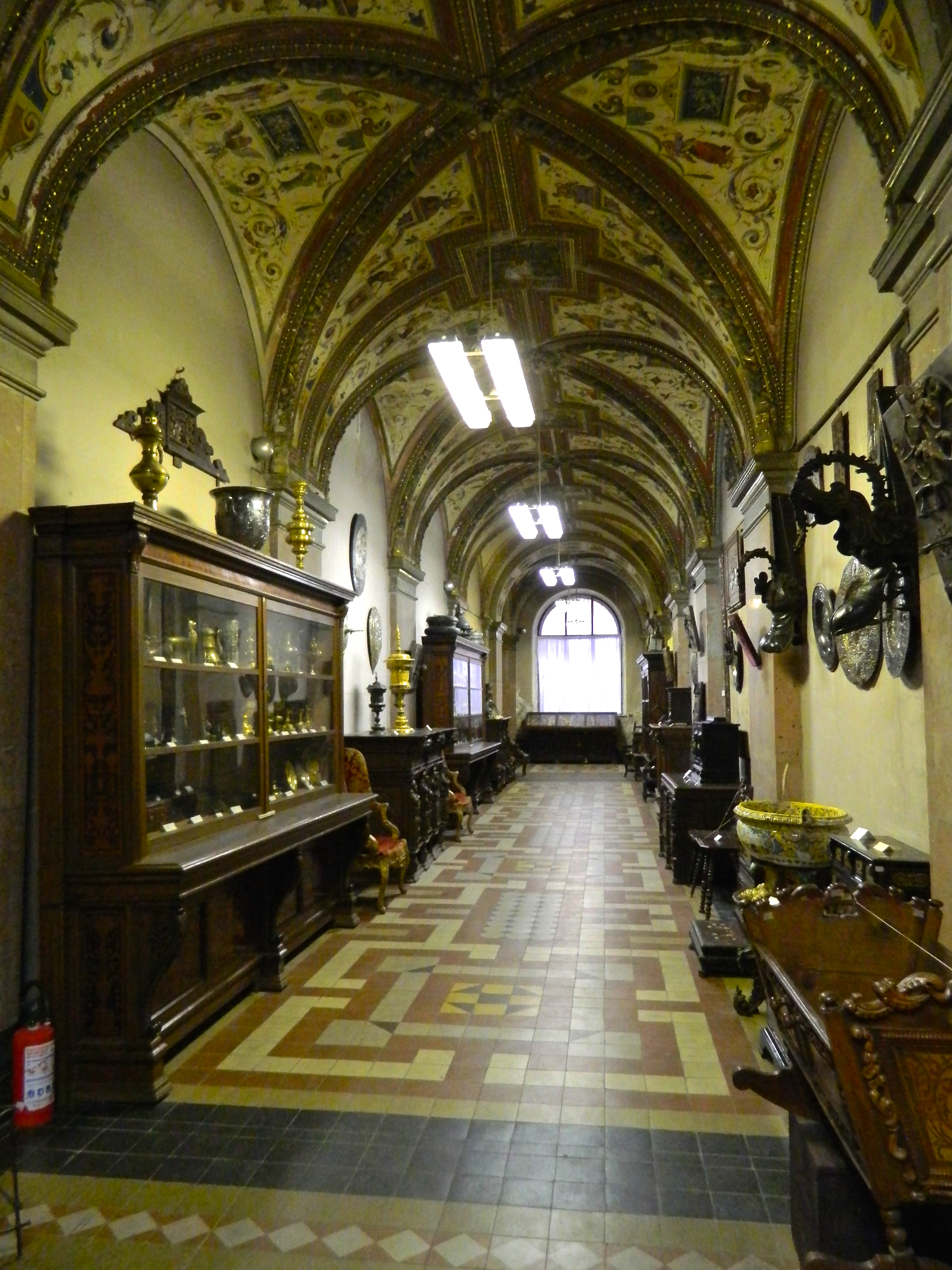
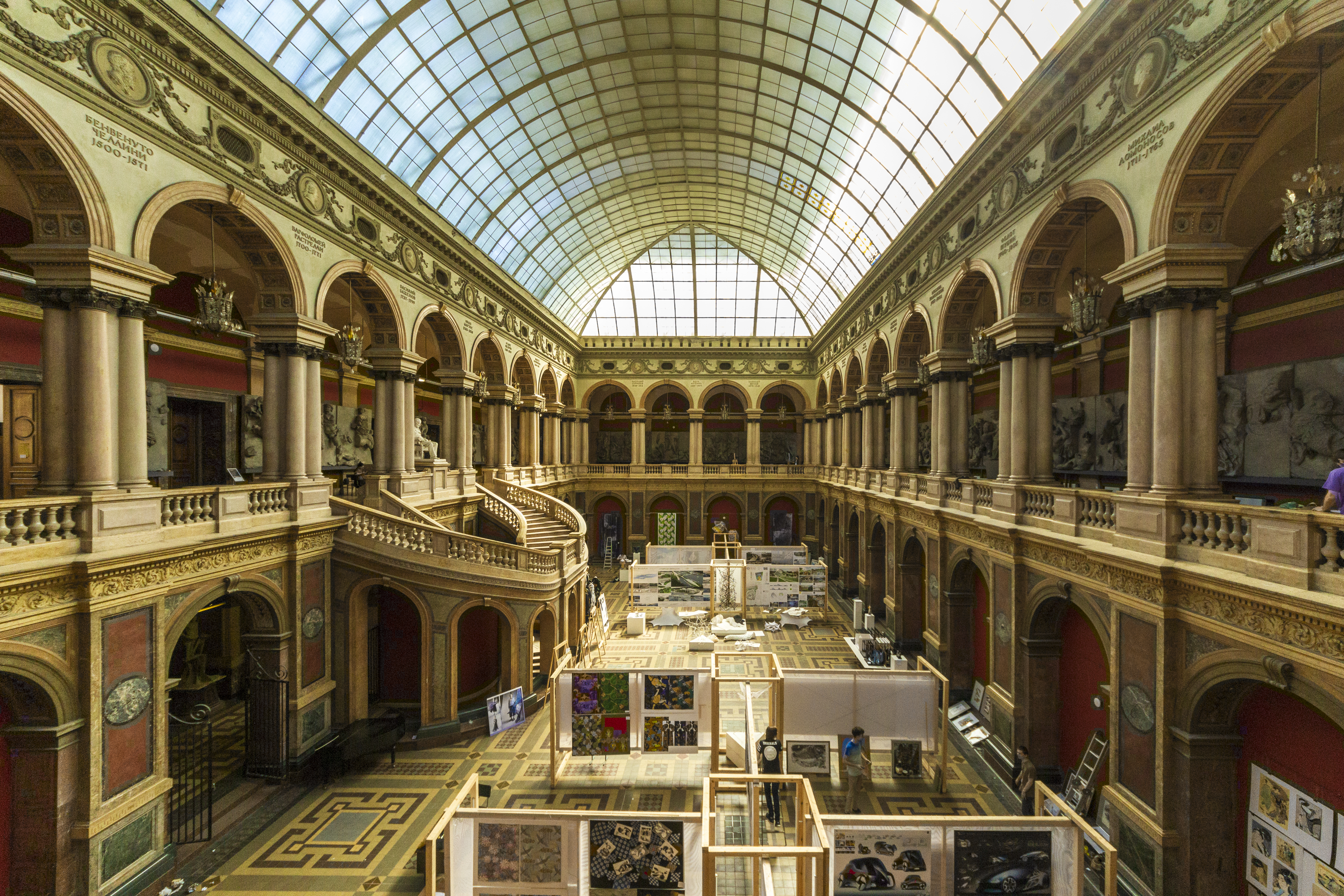
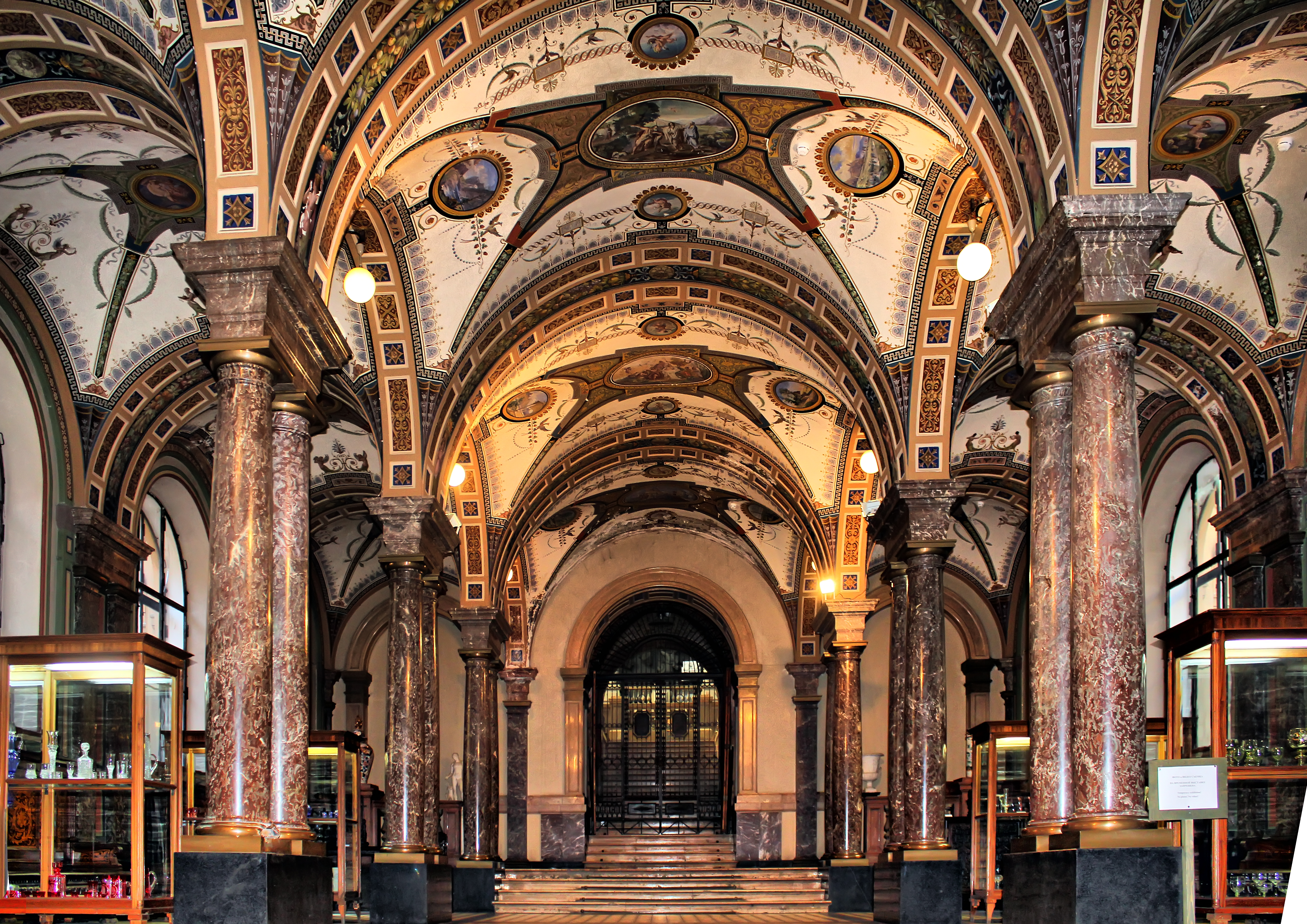
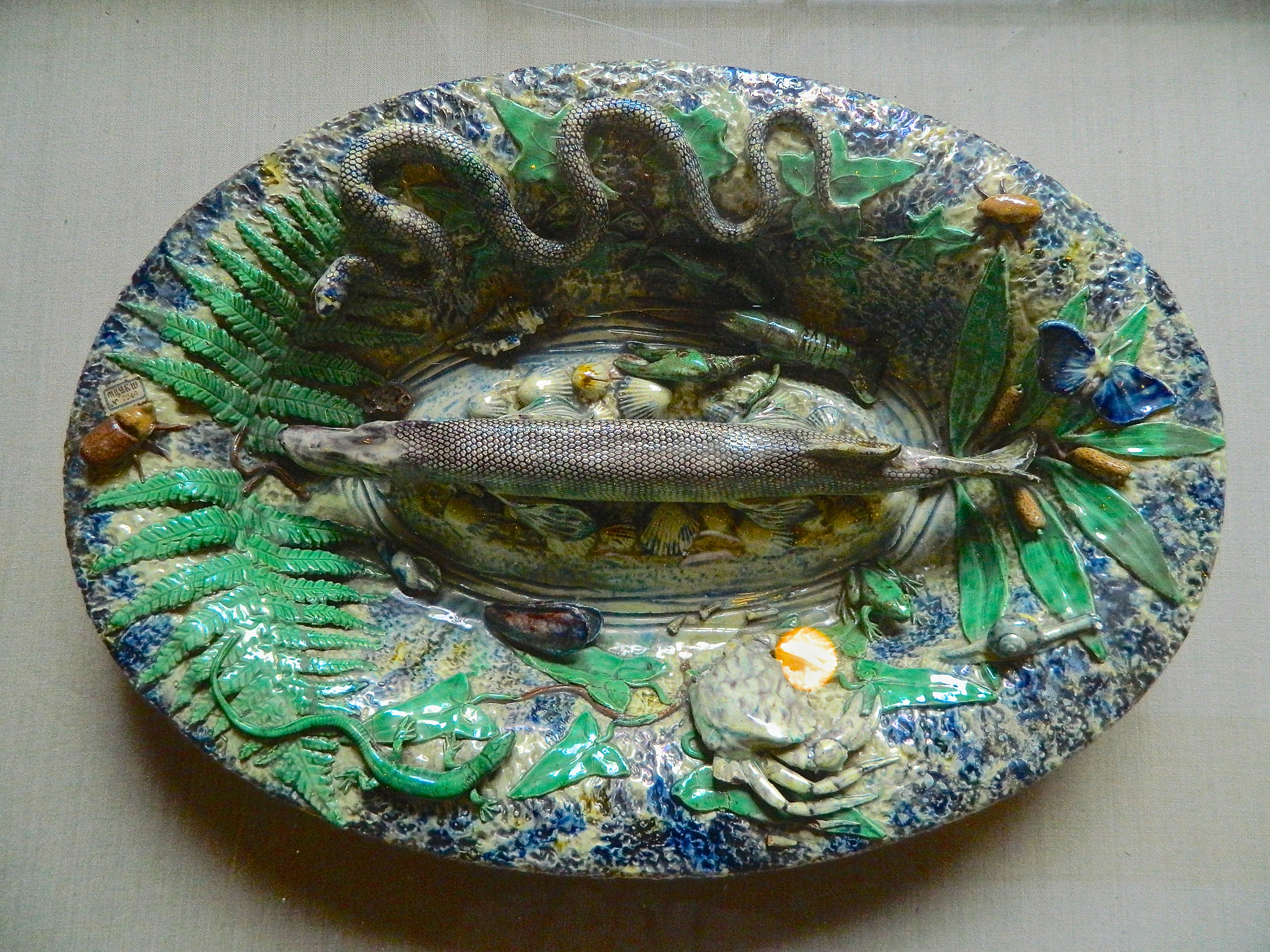